# Prelatura territorial de Bananal
La prelatura territorial de Bananal o de Santa Ana de la Isla del Bananal (en latín: Praelatura Territorialis Bananalensis y en portugués: Prelazia Territorial de Sant´Ana da Ilha do Bananal) fue una circunscripción eclesiástica de la Iglesia católica en Brasil. Se trataba de una prelatura territorial latina, sufragánea de la arquidiócesis de Goiás. Fue suprimida el 26 de marzo de 1956. 

## Territorio y organización
La prelatura territorial tenía 100 000 km² y extendía su jurisdicción sobre los fieles católicos de rito latino residentes en la parte occidental del estado de Tocantins, incluyendo la isla del Bananal en el río Araguaia, la mayor isla fluvial del mundo.
En 1950 en la prelatura territorial existían 6 parroquias.

## Historia
La prelatura territorial fue erigida el 4 de julio de 1924 tomando su territorio de la diócesis de Porto Nacional.
Originalmente sufragánea de la arquidiócesis de Mariana, el 18 de noviembre de 1932 pasó a formar parte de la provincia eclesiástica de la arquidiócesis de Goiás.
La prelatura territorial fue suprimida el 26 de marzo de 1956 mediante la bula Ne quid filiis del papa Pío XII y su territorio fue dividido entre la prelatura territorial de Cristalândia (hoy diócesis de Cristalândia) y la diócesis de Goiás.

## Estadísticas
Según el Anuario Pontificio 1951 la prelatura territorial tenía a fines de 1950 un total de 120 000 fieles bautizados.
| Año                                                                             | Población            | Población | Población      | Sacerdotes | Sacerdotes    | Sacerdotes    | Bautizados por sacerdote | Diáconos permanentes | Religiosos | Religiosos | Parroquias |
| Año                                                                             | Bautizados católicos | Total     | % de católicos | Total      | Clero secular | Clero regular | Bautizados por sacerdote | Diáconos permanentes | Varones    | Mujeres    | Parroquias |
| ------------------------------------------------------------------------------- | -------------------- | --------- | -------------- | ---------- | ------------- | ------------- | ------------------------ | -------------------- | ---------- | ---------- | ---------- |
| 1950                                                                            | 120 000              | 130 000   | 11             | 9          | 2             |               | 10 909                   |                      | 22         |            | 6          |
| Fuente: Catholic-Hierarchy, que a su vez toma los datos del Anuario Pontificio. |                      |           |                |            |               |               |                          |                      |            |            |            |

## Episcopologio
- Cândido Bento Maria Penso, O.P. † (19 de junio de 1947-17 de enero de 1957 nombrado obispo de Goiás)